# Drejers Klub
Drejers Klub var en forening i København, hvor medlemmer af borgerstanden mødtes til diskussioner og festligt lag i slutningen af 1700-tallet.
Drejers Klub var en dansk videreførelse af det engelske klub-fænomen, som var begyndt at florere i slutningen af 1600-tallet. Her kunne medlemmer af borgerstanden mødes på lige vilkår og forenes i politisk og litterær diskussion. 

## Litterære oprindelse
Drejers Klub var en fortsættelse af Det Danske Litteraturselskab, som var stiftet i 1775. Klubben bestod derfor i 1770'erne fortrinsvis af litterære medlemmer. De oprindelige medlemmer fra litteraturselskabets tid var klubbens stifter Jacob Dreier og fx Werner Hans Frederik Abrahamson, Ove Malling, Thomas Thaarup, Peter Magnus Trøjel, Peter Kofoed Trøjel, Hans Christian Sneedorff, Jens Wadum og Tyge Rothe.
På grund af mange af medlemmerne havde et godt ry som forfattere og digtere, indtog Drejers Klub en førsteplads blandt Det Venskabelige Selskab, Kongens Klub, Kronprinsens Klub, Det Norske Selskab etc.. Klubben begyndte at optage medlemmer uden for den litterære kreds, og den fik snart medlemmer fra alle dele af erhvervslivet.
Fra 1779 havde klubben til huse i den gård, der senere blev Efterslægtselskabets i Østergade i København.

## Tidsskrifter
Da klubben var hjemsted for de mest politisk sindede af den borgerlige stand, blev den hurtigt hjemsted for tidens liberale oplysningsideer. En gruppe af klubbens medlemmer havde under navnet "recensents-selskabet" i 1785 overtaget udgivelsen af tidsskriftet Nyeste kiøbenhavnske Efterretninger om lærde Sager, men efter Knud Lyne Rahbek blev optaget i klubben og kort efter blev dets formand, var det hans nystartede tidsskrift Minerva, der snart blev klubbens officielle organ. Minerva blev også hele hovedstadens liberale tiddskrift fordi en forholdsvis fri presse kunne blomstre efter 1784.

## Interne stridigheder
Klubbens frisind holdt sig inden for lovens rammer, men det kunne ske at enkelte af medlemmerne som Niels Ditlev Riegels i forbindelse med Kirurgfejden tog ideen om frisind mere bogstaveligt end andre af klubbens medlemmer. Efter at Riegels satte en anmeldelse i Nyeste kiøbenhavnske Efterretninger om lærde Sager, der var negativ overfor Henrich Callisen, rejstes en stemning i klubben for at Riegels, der havde sat anmeldelsen i bag redaktør Rahbeks ryg, burde smides ud. Det kom til en afstemning om spørgsmålet, og det viste sig at størsteparten var mod en eksklusion, da det gik imod den overordnede stemning af tolerance, som klubben fremhævede som en af sine kardinaldyder. Egentlige eksklusioner var sjældne, men de indbyrdes stridigheder kunne skabe nogle heftige kampskrifter og diskussioner i klubben. Især mellem de to partier kaldet henholdsvis "kameralisterne", som bestod af satte borgermænd i ærefulde hverv, og "genierne", som var unge digtere bakket op af søofficerer. Blandt de fremtrædende søofficerer i klubben var Hans Christian Sneedorff, der senere blev chef for Søkadetakademiet, og Henrik Gerner, der også var skibskonstruktør.

## Drikkeviser
En anden produktiv litterær virksomhed, der blev skabt inden for klubbens rammer, var viserne, specielt drikkeviserne. Til de mange festlige lag var det kotyme at medlemmerne medbragte hjemmelavede viser, der fastlog klubbens kerneideer og samtidig gjorde lidt grin med medlemmerne. Disse viser blev indsamlet og trykt i årbøger, og mange af dem var med til at gøre læseverdenen opmærksom på nye unge digtere som Jens Baggesen.

## Senere tid
Klubben eksisterede langt ind i 1800-tallet, men omkring 1800 blev det umoderne for den nye generation af romantiks digtere at mødes på borgerlig manér . Det var dog i Drejers Klub, at den unge digter Adam Oehlenschläger blev ven med Henrik Steffens, som snart skulle inspirere ham til det romantiske gennembrudsdigt om Guldhornene.
Knud Lyne Rahbek kunne som en af de få af den ældre generation omspænde dette generationsskift takket være sin hustru Kamma Rahbek, der holdt salon for de unge digtere i hjemmet i Bakkehuset.
Klubben hensygnede, og i 1842 blev den slået sammen med Kongens Klub.